# 해구 (백제)
해구(解仇, ?~478년)는 백제 문주왕(文周王), 삼근왕(三斤王) 때의 병관좌평(兵官佐平) 으로, 대성팔족(大姓八族) 중의 하나인 해(解)씨 출신 귀족이다.

## 생애
전지왕의 외척이라 하나 전지왕의 왕비와 정확히 어떤 촌수관계인지는 《삼국사기》, 《삼국유사》에 기록이 누락되어 있다.
476년(문주왕 2) 8월, 병관좌평(兵官佐平) 에 임명되어 권력을 손아귀에 쥐게 되었다.
해구는 같은 해 9월 자객을 보내 문주왕을 살해했다.
그 뒤를 이어 삼근왕이 13세의 어린 나이로 즉위하자 처음에는 국정을 위임하기도 했으나, 478년(삼근왕 2) 1월, 은솔(恩率) 연신(燕信)과 공모해 대두성(大豆城)을 근거지로 반란을 일으켰다.
그러나 좌평(佐平) 진남(眞男)과 덕솔(德率) 진로(眞老)가 이끄는 토벌군에게 패하여 처형당했다.

## 같이 보기
- 곤지
- 연신
- 문주왕
- 삼근왕
- 한국의 역사
- 삼국 시대